# Pedro Hernández Franco
Pedro Hernández Franco (nació el 27 de agosto de 1993 en Guadalajara, Jalisco), es un futbolista mexicano que juega como mediocampista.
Actualmente se encuentra sin equipo. 

## Trayectoria

### Clubes
| Jaguares de Chiapas · México                            | 1ª            | 2012-13       | 23 | 0 | 8  | 0 | - | - | 31 | 0 |
| Jaguares de Chiapas · México                            | Total club    | Total club    | 23 | 0 | 8  | 0 | 0 | 0 | 31 | 0 |
| Delfines Fútbol Club · México                           | 2ª            | 2013-14       | 3  | 0 | 5  | 0 | - | - | 8  | 0 |
| Delfines Fútbol Club · México                           | Total club    | Total club    | 3  | 0 | 5  | 0 | 0 | 0 | 8  | 0 |
| Dorados de Sinaloa · México                             | 2ª            | 2014          | 10 | 0 | 2  | 0 | - | - | 12 | 0 |
| Dorados de Sinaloa · México                             | Total club    | Total club    | 10 | 0 | 2  | 0 | 0 | 0 | 12 | 0 |
| Club Tijuana · México                                   | 1ª            | 2015          | 0  | 0 | 4  | 0 | - | - | 4  | 0 |
| Club Tijuana · México                                   | 1ª            | 2015-16       | 2  | 0 | 10 | 0 | - | - | 12 | 0 |
| Club Tijuana · México                                   | Total club    | Total club    | 2  | 0 | 14 | 0 | 0 | 0 | 16 | 0 |
| Correcaminos de la UAT · México                         | 2ª            | 2016          | 3  | 0 | -  | - | - | - | 3  | 0 |
| Correcaminos de la UAT · México                         | Total club    | Total club    | 3  | 0 | 0  | 0 | 0 | 0 | 3  | 0 |
| Loros de Colima · México                                | 3ª            | 2017-18       | 14 | 0 | -  | - | - | - | 14 | 0 |
| Loros de Colima · México                                | Total club    | Total club    | 14 | 0 | 0  | 0 | 0 | 0 | 14 | 0 |
| Total carrera                                           | Total carrera | Total carrera | 55 | 0 | 29 | 0 | 0 | 0 | 84 | 0 |
| (1)Incluye datos de la Copa México. (2)Incluye datos de |               |               |    |   |    |   |   |   |    |   |

## Selección nacional de México
Llegó a ser internacional con la Selección Nacional de México en las categorías Sub-20 y Sub-23. 

## Palmarés
Campeonato nacional 
| Título        | Club            | País   |
| ------------- | --------------- | ------ |
| Clausura 2018 | Loros de Colima | México |